# Mathieu Bodmer
Mathieu Bodmer (Évreux, Francia, 22 de noviembre de 1982) es un exfutbolista francés que jugaba de centrocampista.

## Biografía
Bodmer empezó su carrera futbolística en las categorías inferiores del SM Caen en 1998. En 2000 debutó con el primer equipo.
En 2003 se marchó a jugar al Lille OSC. Este equipo pagó un millón de euros por Bodmer. En su primera temporada disputó 33 partidos y marcó dos goles, sin embargo, en la temporada siguiente jugó menos, aunque consiguió el subcampeonato de la Ligue 1.
El 14 de junio de 2007 fichó por el Olympique Lyonnais, que realizó un desembolso económico de 6,5 millones de euros para hacerse con sus servicios. Bodmer debutó con el Lyon en la Ligue 1 en la primera jornada contra el Lille OSC. Se proclamó campeón de Liga y Copa en su primera temporada.
En verano de 2010, Mathieu Bodmer fichó por el PSG.
El 11 de septiembre de 2013, el París Saint-Germain anunció que Bodmer abandonaba al club. Posteriormente se unió al club OGC Niza.
El 23 de junio de 2020 anunció su retirada tras 20 años como profesional.

## Selección nacional
Fue internacional con la selección de fútbol sub-21 de Francia en una ocasión. Fue el 21 de agosto de 2002 en un partido amistoso frente a Islandia.

## Clubes
| Club                         | País    | Año       |
| ---------------------------- | ------- | --------- |
| S. M. Caen                   | Francia | 2000-2003 |
| Lille O. S. C.               | Francia | 2003-2007 |
| Olympique de Lyon            | Francia | 2007-2010 |
| París Saint-Germain F. C.    | Francia | 2010-2013 |
| A. S. Saint-Étienne (cedido) | Francia | 2013      |
| O. G. C. Niza                | Francia | 2013-2017 |
| E. A. Guingamp               | Francia | 2017      |
| Amiens S. C.                 | Francia | 2017-2020 |

## Títulos
- 1 Liga de Francia (Olympique Lyonnais, 2008)
- 1 Copa de Francia (Olympique Lyonnais, 2008)
- 1 Copa de la Liga de Francia (AS Saint-Étienne, 2013)